# شویجبنگا
شویجبنگا (به لهستانی:  Świedziebnia) یک روستا در لهستان است که در گمینا شویجبنگا واقع شده‌است.